# ديفيد باتلر (عسكري)
ديفيد باتلر (بالإنجليزية: David Butler)‏ هو عسكري أسترالي، ولد في 3 سبتمبر 1928 في Guildford, Western Australia ‏ في أستراليا.